# ドミニカ内戦 (1911年-1912年)
ドミニカ内戦（ドミニカないせん、英語: Dominican Civil War）は1911年12月から1912年11月まで続いた、ドミニカ共和国の内戦。同国史上最も血なまぐさい戦争とされる。内戦はドミニカ共和国の北西部での蜂起で始まった。アメリカ合衆国は軍事介入を検討したが、米軍を上陸させずに紛争を解決することに成功した。この内戦は反乱軍のあだ名から「キキセスの戦争」（Guerra de los Quiquises）とも呼ばれる。

## 経過
1911年11月19日、ルイス・テヘラ将軍（Luis Tejera）率いる密謀者たちはラモン・カセレス大統領を乗せた馬車を襲撃した。続く銃撃戦ではカセレスが殺害され、テヘラが足を負傷した。密謀者たちは車で逃走したが川に突っ込んでしまい、テヘラを救助して道端の小屋に運んだ後、徒歩で逃走した。直後にテヘラが当局に見つかり、そのまま処刑された。
大統領暗殺によりドミニカ共和国は権力の真空状態に陥ったが、ドミニカ共和国陸軍の指揮官であるアルフレド・ビクトリア将軍（Alfredo Victoria）は権力を奪取して、共和国議会におじのエラディオ・ビクトリアを大統領に選出するよう強制した。アルフレドが議会にわいろを渡してエラディオを選出させたと広く疑われたため、1912年2月27日に就任したエラディオは正当性に乏しかった。一方、元大統領オラシオ・バスケスは即座に追放先から戻ってオラシスタと呼ばれる支持者を率いて、新政府に対する民衆反乱を起こした。彼は国境地帯のカウディーリョであるデシデリオ・アリアス将軍と手を組んだ。そして、1911年12月までにはドミニカ共和国が内戦状態に陥った。これによりアメリカ合衆国は自身が標的でないにもかかわらず、ハイチとドミニカ共和国の国境で運営していた税関を閉鎖した。密輸を撲滅するために辺境を監視していた米軍の小さな部隊も撤収して、国境防衛の責任をドミニカ共和国軍に渡した。ハイチ政府が隣国のドミニカ共和国の政情不安を煽動しようとしたため、人員や武器がハイチ国境を越えて反乱軍の手に落ちた。1912年4月12日、元アメリカ駐ドミニカ共和国総領事トマス・クリーランド・ドーソンは「政府は装備の整った軍を戦場に出しており、政府が主張したハイチ政府による効果的な援助がなければ、北西部国境での反乱はすぐに鎮圧されたのであろう。」と報告した。アリアス将軍の部隊は税関を奪取、支配地域の農民とプランテーション所有者から力づくでお金を奪い取った。当時、ドミニカ共和国陸軍は腐敗しており、士官たちはたびたび部隊への賃金を着服したり、派遣先の領土を略奪したりした。
政府軍も反乱軍も無政府状態を利用して私腹を肥やした。アメリカ公使館員が1912年8月3日に提出した報告では紛争の長期化の原因が軍部にあると指摘した。9月末、アメリカ大統領ウィリアム・ハワード・タフトは講和達成のための選択肢を調べるための調査団を派遣した。タフトはドミニカ政府の同意を求めなかったが、事前に調査団の派遣を通知した。調査団は10月2日にドミニカ共和国に到着した。同日、ドミニカ政府はディア・デ・コロン（Día de Colón、「コロンブス・デー」）を公式の祝日に定め、アメリカを喜ばせようとした。10月5日には行政勅令でそれを施行した。11月20日、ドミニカ外相は「全ての米州諸国が共通の祝日を有する」という利点を挙げて他国もコロンブス・デーを祝日に定めることを提案した。現代ではラテンアメリカがコロンブス・デーをディア・デ・ラ・ラサ（Día de la Raza、「民族の日」）として祝っている。
11月13日、アメリカの調査団は政府軍の私欲と反乱軍の自信により戦闘終結の合意が不可能であると報告した。1907年に締結された米国とドミニカ共和国の間の協定では米国が代理として関税を徴収した後、一定の割合をドミニカ共和国に支払うことが定められていたが、この割合には幅があり、タフト内閣はそれを最低限の45%に引き下げた。さらに、ビクトリア大統領が辞任しなければ反乱軍を承認して関税を反乱軍に支払うと宣言、アメリカ海軍とアメリカ海兵隊750人を出動して脅しをかけた。ビクトリアは11月26日に辞任した。米国の官僚がバスケスと会談した後、サント・ドミンゴ司教アドルフォ・アレハンドロ・ノエルが11月30日に暫定大統領に任命された。ノエルの責務は自由選挙を行うことだったが、アリアスはすぐに離反した。4か月後にノエルが辞任すると、議会は上院議員ホセ・ボルダス・バルデスを後任の大統領に選出、バルデスは1913年4月14日に就任した。

## 関連図書
- Knight, M. M. (1928). The Americans in Santo Domingo. New York: Vanguard Press
- Moya Pons, F. (1995). The Dominican Republic: A National History. New Rochelle, NY